# Поппінгавір
Поппінгавір (нід. Poppingawier, фриз. Poppenwier) — село в нідерландській провінції Фрисландія. Входить до муніципалітету Південно-Західна Фрисландія.
Його площа становить 4,83км², а населення станом на 2021 рік складало 175 осіб.
Перша згадка про населений пункт датується 1401 роком.

## Галерея

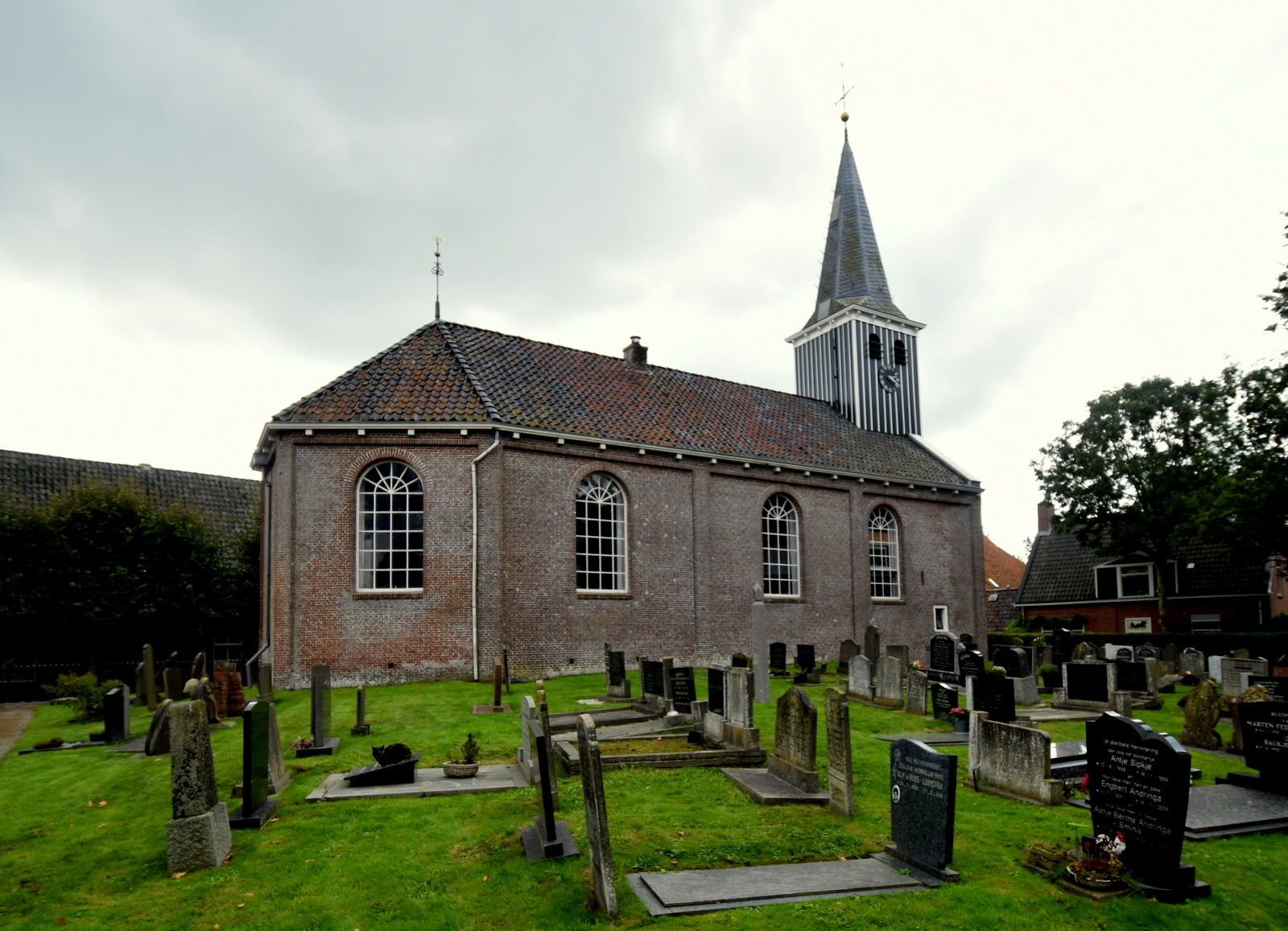
Церква у Поппінгавірі
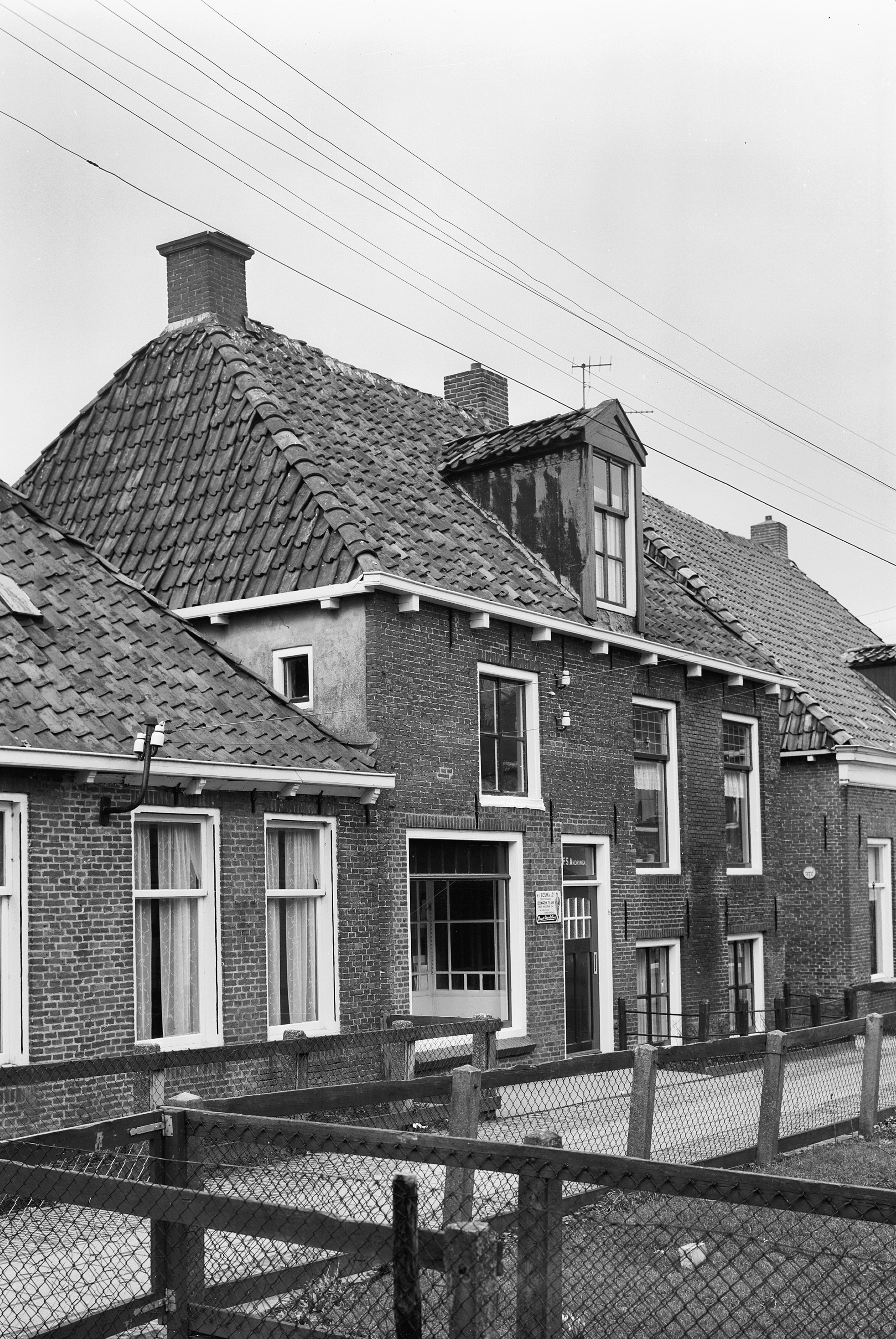
Сільська забудова